# 木村重圭
木村重圭（きむら しげかず、1942年 - ）は、日本の美術史家。

## 人物・来歴
東京生まれ。関西学院大学大学院を修了。日本の中世の水墨画から近世、近代の絵画を中心に研究する。中でも円山応挙をライフワークとする。兵庫県立近代美術館学芸員、兵庫県立歴史博物館学芸課長、甲南女子大学文学部教授、倉敷芸術科学大学教授。2013年定年。

## 編著
- 『日本の名画 19 村上華岳』編集、中央公論社, 1975
- 『現代日本美人画全集 第8巻　竹久夢二』集英社, 1978.4
- 『近代図譜 続 (高島屋史料館聚英 第3巻) フジアート出版, 1978.7
- 『松岡映丘の画稿帖』解説. グラフィック社, 1979.10
- 『カンヴァス日本の名画 19 村上華岳』秦恒平共著 中央公論社, 1979.5
- 『近世の障壁画 但馬編』菅村亨共編. 但馬文化協会, 1982
- 『中村芳中画集』編著. フジアート出版, 1991.4
- 『橋本関雪展 没後五〇年記念』内山武夫共監修,朝日新聞社文化企画局名古屋企画部 編. 白沙村荘, c1994
- 『「定本」日本絵画論大成 第10巻』小林忠,河野元昭 監修, 編集・校訂. ぺりかん社, 1998.5

## 論文
- <木村重圭